# Шервашидзе, Михаил Леванович
Князь Михаи́л Лева́нович Шерваши́дзе (1870—1920) — русский офицер и картограф, полковник, участник Первой мировой войны, последний командир 4-го гренадерского Несвижского полка.

## Биография
Православный. Родился в семье князя Левана Александровича Шервашидзе (1832—1870) и Марты Фадеевны (1834—1879) спустя семь месяцев после смерти отца. Образование получил в Сухумской горской школе. В 1895 году окончил Тифлисское пехотное юнкерское училище (по 2-му разряду). В офицеры произведён в Эстляндский 8-й пехотный полк. Позже служил в казачьих войсках. Хорунжий (ст. 19.08.1895). Сотник (ст. 19.08.1899). Подъесаул (ст. 19.08.1903). Служил в 155-м Кубинском полку, в Сухумском резервном батальоне, 77-м Тенгинском пехотном полку. С 1898 года — в 13-м лейб-гренадерском Эриванском полку. На 01.01.1909 — штабс-капитан. С 18.08.1914 в составе полка принимал участие в Первой мировой войне в звании капитана. Участвовал в боях в Восточной Пруссии. 15 (28) января 1915 года Михаил Леванович определением Сената был признан в княжеском достоинстве. Полковник (пр. 24.05.1916; ст. 19.07.1915). Командир 4-го гренадерского Несвижского полка (с 10.04.1917).
Совместно с Д. И. Гулиа изучал топонимику; составитель первой подробной карты Абхазии, где даются и ранние названия разных населённых и отдельных географических пунктов.

### Семья
Первым браком был женат на княгине Екатерине Семёновне Церетели, вторым на дворянке Нине Фоминичне Дидиа. Детей не имел.

### Награды
- Орден Святого Станислава 3-й степени (1906);
- Орден Святой Анны 3-й степени (1907);
- Орден Святого Владимира 4-й степени с мечами и бантом;
- Медаль «В память 300-летия царствования дома Романовых» (1913);
- Орден Святой Анны 2-й степени с мечами (11.09.1916);
- Мечи и бант к Ордену Святого Станислава 3-й степени (11.09.1916).